# O sacrum convivium
O sacrum convivium är en latinsk text som tillägnas det kristna heliga sakramentet, nattvarden. Texten hänförs till Thomas av Aquino och har tonsatts av många kompositörer.

## Text
På latin, från Liber Usualis.
O sacrum convivium!
in quo Christus sumitur:
recolitur memoria passionis eius:
mens impletur gratia:
et futurae gloriae nobis pignus datur.
Alleluia.

## Musikverk
Körverk för 4-stämmig kör a cappella av Fredrik Sixten, tonsättare, född 1962. Verket uruppfördes 2005 i Oslo av Oslo domkirkekor. Verket är publicerat på Gehrmans musikförlag.